# Фридман (фамилия)
Фри́дман (этимологически близкие варианты: Фридма, Фридмо, Фридманд, Фридманов, Фридманович и другие) — широко распространённая фамилия еврейского происхождения. Возможные варианты передачи латинским шрифтом: Friedman, Freedman, реже Fridman и Freadman. Аналогичная немецкая фамилия передаётся с двумя n на конце — Friedmann (Фридманн).
Еврейская фамилия Фридман происходит от средневекового собственного имени Фридман (впоследствии более распространённого в уменьшительной форме Фридл). От этого же имени происходят фамилии Фридель, Фридлис, Фридлер, Фридельс, Фриделевич и некоторые другие.
Исторически наибольшее распространение фамилия получила как на юге Российской империи (Киев, Кишинёв, Житомир, Овруч, Радомысль, Звенигородка), так и в северных губерниях (Минск, Пинск, Мозырь, Борисов, Речица, Полоцк, Рига, Шавли, Ковно, Россиены, Поневеж, Белосток, Гродно, Брест, Пружаны).

## Хасидская династия
Среди носителей фамилии — цадики Ружинской династии (в том числе Садигурского, Штефанештского, Чортковского, Гусятинского и некоторых других её ответвлений). Основателем династии был Ружинский и Садагорский ребе Израиль Фридман (1797—1850). Другой известный представитель династии — Леовер Ребе Дов-Бер Фридман (1822—1876).